# Bente Fielding
Bente Daniela Fielding, även känd under namnet Bente Daniela och tidigare TheBentish, född Schramm 5 april 1994 i Norrstrands församling i Karlstad, är en svensk videobloggare och TV-profil.
Fielding gick estetprogrammet på Sundstagymnasiet i Karlstad och startade 2011 under sin gymnasietid Youtubekanalen TheBentish. 2015 hade den över 50 000 prenumeranter vilket i april 2019 hade stigit till 177 000 och över 42 miljoner visningar.
År 2014 medverkade hon i podcasten Eyyo The Fooo med bland annat artisten Filip Winther. Hon har även medverkat i Tova & Bente på Viafree med Tova Helgesson.
Hennes YouTube-kanal har blivit uppmärksammad för sina sarkastiska videoinlägg där hon tar upp många ämnen, bland annat psykisk ohälsa. Fielding är diagnostiserad med ADHD, autism och panikångest och har tagit upp detta i sina sociala medier.
I oktober 2024 blev hela Bente Fieldings YouTube-kanal borttagen från plattformen. Orsaken angavs vara en nyligen uppladdad video med ihopklippta scener från när hon sitter och spelar The Sims 4, som sades innehålla alldeles för mycket "naket innehåll". Hon överklagade till redaktionen på YouTube, och fick den 30 oktober, efter nio dagar, hela sin kanal återinlagd.